# Ледра (улица)
Ледра (греч. οδός Λήδρας, тур. Lokmacı Caddesi) — главная торговая улица Никосии, расположенная в её историческом центре.
Названа в честь античного города-государства Ледра. С 1974 улица разделена надвое «Зелёной линией», являющейся границей между Республикой Кипр, которой принадлежит большая южная часть улицы, и Турецкой Республикой Северного Кипра, которой принадлежит северная часть улицы. До апреля 2008 улица была перегорожена пограничной баррикадой, после чего баррикада была разобрана и был открыт шестой в стране пограничный переход. В находящемся на границе бывшем отеле «Ледра» расположена штаб-квартира миссии ООН.
Улица Ледра начинается на расположенной у городских стен площади Свободы в греческой части города и проходит через старый город, заканчиваясь разветвлением на улицу Араста и Киренийское шоссе в турецкой части.

## Галерея

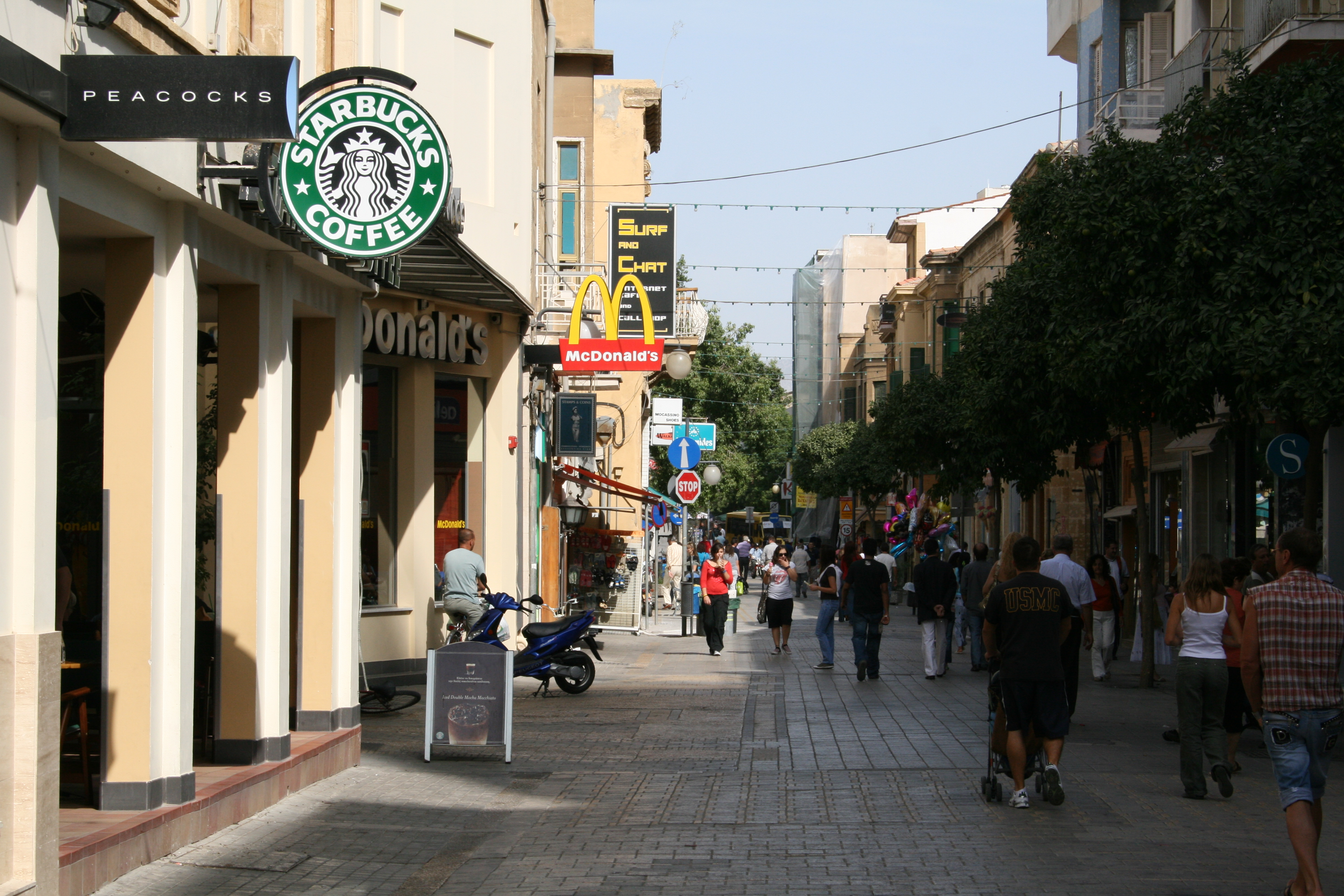
Вид улицы в греческой части города
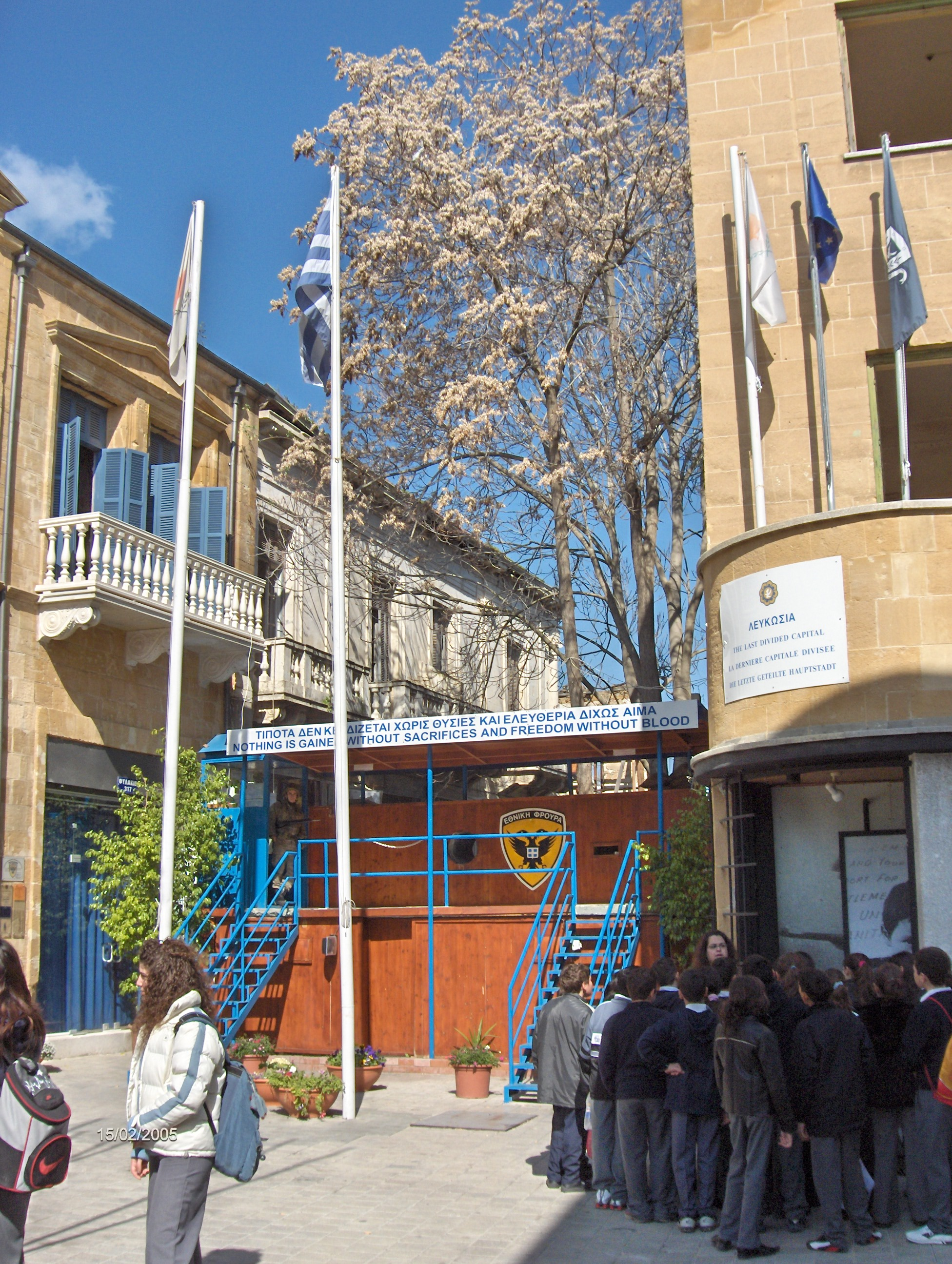
Граница в 2005 году
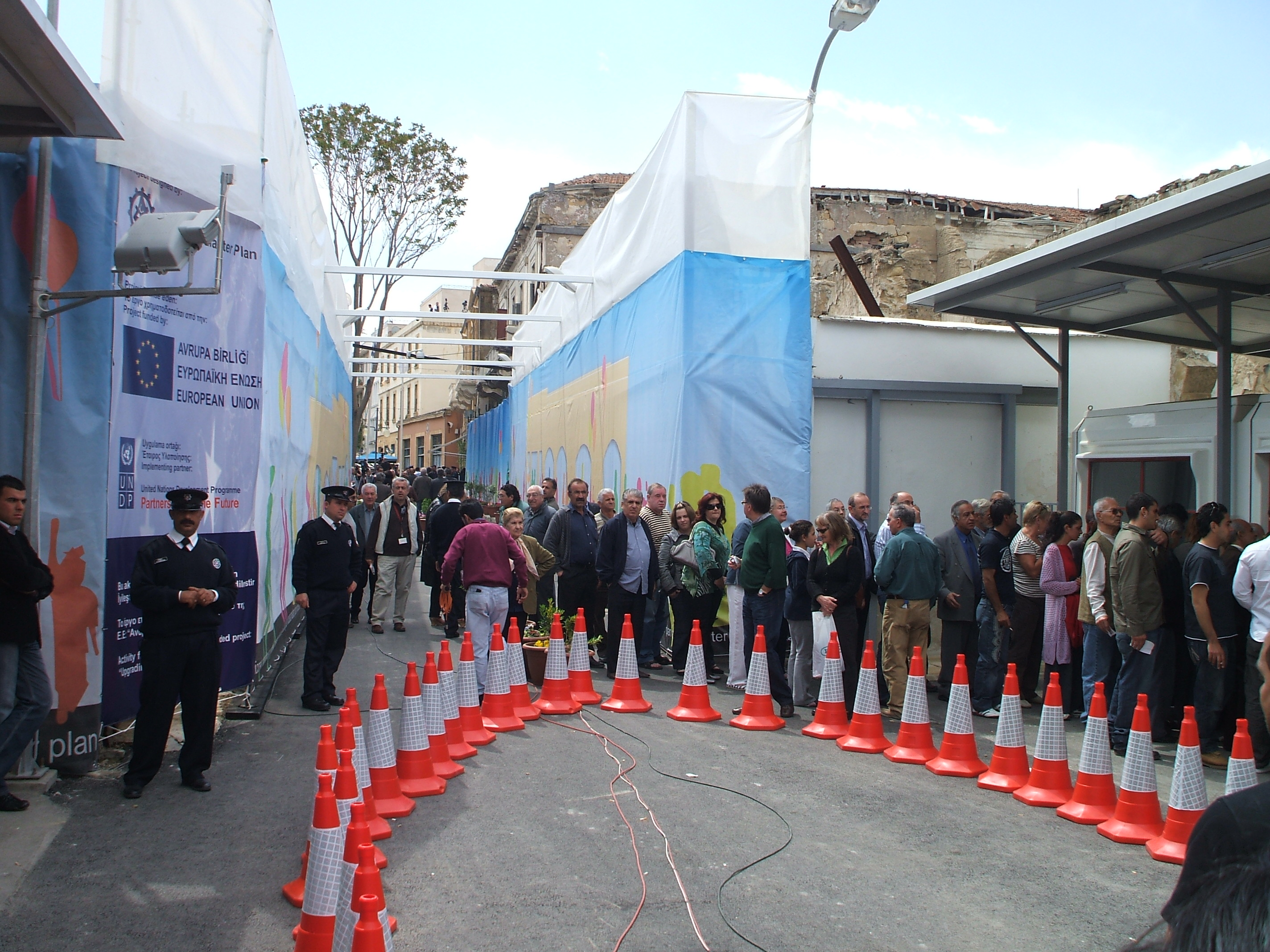
Открытие пограничного перехода 3 апреля 2008 года